# Гура Костянтин Юрійович
Костянтин Юрійович Гура (нар. 26 червня 1989, Запоріжжя) — експерт у галузі сталого розвитку, зеленої енергетики, енергоефективності та декарбонізації економіки.
Керівник Центру сталих рішень «GreenLabsKNU», який є підрозділом географічного факультету Київського національного університету імені Тараса Шевченка (із 9 серпня 2024 року і по тепер).
Голова Бюро групи експертів з відновлюваної енергетики Європейської економічної комісії ООН (ЄЕК ООН) (із вересня 2020 року і по тепер).
Із 25 червня 2020 року по 5 жовтня 2021 року -  Перший заступник Голови Державного агентства з енергоефективності та енергозбереження України. Окремим розпорядженням було покладено на нього тимчасове виконання обов'язків Голови Агентства, а саме - з 25 червня 2020 року і по 25 серпня 2021 року. Має третій ранг державного службовця.

## Життєпис

### Освіта
Здобув вищу освіту в НТУУ КПІ ім. І. Сікорського та отримав ступінь магістра за спеціальністю «Електротехнічні системи електроспоживання» у 2012 році.
Також пройшов навчання та отримав ступінь магістра у французькому університеті «Ecole Polytechnique» (2012—2013).

### Професійна діяльність
Професійний шлях розпочав у 2011 р. у департаменті комерційних відносин ДП «Енергоринок».
У 2012—2013 р. здобував досвід роботи у компанії «Saint-Gobain» (Париж, Франція). Після цього працював в Україні у приватному секторі в сфері електроенергетики.
Із 2015 р. у Держенергоефективності працював над розширенням міжнародної співпраці та покращенням інвестиційної привабливості у сфері енергоефективності та відновлюваної енергетики. За час роботи в Агентстві ініціював розвиток співпраці України з міжнародними партнерами, зокрема:
- разом із МЗС Фінляндії та НЕФКО засновано Фінсько-український трастовий фонд для фінансування підготовки проектів з енергоефективності та відновлюваної енергетики в Україні;
- налагоджено співпрацю України із авторитетним Міжнародним агентством з відновлюваних джерел енергії;
- укладено двосторонні документи із 12-ма країнами: Німеччина, Словаччина, Кіпр, Словенія, Фінляндія, Данія, Китай, Молдова, Португалія, Білорусь, Хорватія, ОАЕ;
- систематизовано роботу із такими проектами міжнародної технічної допомоги, як UNDP[4], UNIDO[5], GIZ[6][7] та іншими, а також Європейською економічною комісією ООН;
- ініційовано роботу над створенням Фонду зелених інвестицій[8] та багато іншого.

Неодноразово презентував Україну, її здобутки у розвитку сфери енергоефективності та «чистої» енергетики, а також інвестиційний потенціал на міжнародних заходах, у тому числі організованих Міжнародним енергетичним агентством (IEA), Організацією економічного співробітництва та розвитку (ОЕСР), Європейською Комісією тощо.
У листопаді 2018 року обраний Віце-головою бюро групи експертів з енергоефективності та Віце-головою бюро групи експертів з відновлюваної енергетики Європейської економічної комісії ООН.
У вересні 2020 року обраний Головою бюро з відновлюваної енергетики Європейської економічної комісії ООН та переобраний віцеголовою бюро з енергоефективності ЄЕК ООН.
Із 25 червня 2020 р. і по 25 серпня 2021 року - в.о. Голови Держенергоефективності. 
Із 25 червня 2020 року і по 5 жовтня 2021 року - перший заступник Голови Держенергоефективності відповідно до розпорядження Уряду України від 25 червня 2020 р. № 742-р.
Із квітня 2022 року і по червень 2022 року - координатор дослідження Habitat for Humanity International (HFHI), м. Київ, Україна.
Із 21 червня 2022 року - Голова Державного агентства інфраструктурних проектів України відповідно до розпорядження Уряду України від 21 червня 2022 р. № 506-р
У липні 2023 року обраний радником Міністра захисту довкілля та природних ресурсів України.
Із серпня 2023 року і по серпень 2024 рік - директор з природоохоронної діяльності World Wildlife Fund Ukraine (WWF-Україна).
Із 9 серпня 2024 року і по тепер - керівник Центру сталих рішень «GreenLabsKNU», який є підрозділом географічного факультету Київського національного університету імені Тараса Шевченка.